# Бряза (Бістріца-Несеуд)
Бряза (рум. Breaza) — село у повіті Бистриця-Несеуд в Румунії. Входить до складу комуни Негрілешть.
Село розташоване на відстані 360 км на північний захід від Бухареста, 41 км на північний захід від Бистриці, 72 км на північний схід від Клуж-Напоки.

## Населення
За даними перепису населення 2002 року у селі проживали 1022 особи, усі — румуни. Усі жителі села рідною мовою назвали румунську.